# 國務大臣（東京奧林匹克運動會及東京殘疾人奧林匹克運動會擔當）
國務大臣（東京奧林匹克運動會及東京殘疾人奧林匹克運動會擔當），是日本的國務大臣，負責2020年夏季奧運暨帕運之籌備相關事宜。

## 概述
在2013年9月6日至10日舉行的國際奧會第125屆全體會議決定由東京主辦2020年夏季奧林匹克運動會以及帕拉林匹克運動會之後，日本政府於同年9月13日新設「2020年東京奧運帕運準備事務調整擔當大臣」，由文部科學大臣兼任。
2015年6月3日，國會通過《2020年東京奧運帕運特別措施法》，於同年6月25日起正式設置專任的擔當大臣，不再由文部科學大臣兼任。此職務任期至2022年3月31日，根据《特别措施法》解散。

## 歷代大臣
- 下村博文（2013年9月13日－2015年6月25日），文部科學大臣兼任
- 遠藤利明（2015年6月25日－2016年8月3日），首位專任擔當大臣
- 丸川珠代（2016年8月3日－2017年8月3日）
- 鈴木俊一（2017年8月3日－2018年10月2日）
- 櫻田義孝（2018年10月2日－2019年4月11日）
- 鈴木俊一（2019年4月11日－2019年9月11日）
- 橋本聖子（2019年9月11日－2021年2月18日）
- 丸川珠代（2021年2月18日－2021年10月4日）
- 堀内詔子（2021年10月4日－2022年3月31日）

## 外部連結
- （日語）内閣府 （页面存档备份，存于）